# Bodil Joensen
Bodil Bjarta Joensen [bɔ̝dɛ̝l jœːnsn̩] (* 25. September 1944 in Hundige; † 3. Januar 1985 in Kopenhagen) war eine dänische Pornodarstellerin. Insgesamt spielte sie in den Jahren 1969 bis 1972 in über 40 Filmen mit.
Joensen galt in den frühen 1970er Jahren als Bekanntheit des dänischen Pornofilms.
Daneben hatte sie eine Kolumne im Screw-Magazin, in der sie Fragen der Leser beantwortete.

## Leben
Bodil Joensen wurde im Kildebrønde Sogn in Hundige, einem Vorort Kopenhagens, als Tochter des färöischen Matrosen Daniel Johan Joensen und seiner dänischen Frau Irene Helene Jensen geboren und wuchs ebendort auf. Nachdem Joensen mit 15 Jahren ihr elterliches Zuhause verlassen hatte, begann sie auf einem Bauernhof zu arbeiten.
Ab Anfang der 70er Jahre lebte sie auf einem eigenen Bauernhof im Nord-Westen Seelands zusammen mit ihrem Partner Knud Andersen und ihrer Tochter (geboren ca. 1972) in Odsherred.

## Karriere in der Pornographie
Im Alter von 17 Jahren begann sie ihre Karriere in der Pornographie mit Auftritten in Fetischfilmen.
Eine Liberalisierung der Gesetze machte Kopenhagen Anfang der 60er Jahre zur Hauptstadt der Pornografie. Dies schloss als erstes Land in Europa die Legalisierung von Zoophilie ein. Als sie 25 Jahre alt war, wandte sich Joensen zoophilen Filmen zu und arbeitete u. a. für das Porno-Label Color Climax Corporation (CCC) und den Produzenten Ole Ege. Zu dieser Zeit entstand der Dokumentarfilm Bodil Joensen – en sommerdag juli 1970 („Ein Sommertag im Juli 1970“) von Shinkichi Tajiri und Ole Ege, welcher „anarcho-/ utopian-Green bestiality“ zeigte. Der Film wurde mit dem Großen Preis des Amsterdamer Wet Dream Film Festivals des Jahres 1970 ausgezeichnet.
Als die dänische Erotikindustrie begann, sich nach anderen Inhalten und neuen Gesichtern umzusehen, gelang es Joensen nicht, sich zu etablieren, und ihre finanzielle Stabilität und ihr Leben begannen zu zerfallen. Nach 1972 verlor Joensen zunehmend an Bedeutung, sie machte sehr deutliche körperliche und psychische Veränderungen durch, darunter auch Depressionen. Sie arbeitete zunächst in Liveshows. Dennoch fanden ihre Filme weiter Verbreitung. So lief der Film Animal Lover zwölf Monate von 1973 bis 1974 im Mini-Cinema in New York.

## Abstieg und Tod
Bereits beim Dreh von Why Do They Do It? (1971) hatte ihre Farm auf Besucher einen heruntergekommenen, dreckigen Eindruck gemacht. Im Verlauf des Jahrzehnts geriet ihr Leben weiter aus den Fugen. Sie wurde alkoholabhängig und war immer weniger in der Lage, sich um ihre Tiere zu kümmern. Nach einer Änderung der dänischen Gesetze 1981 wurde eine Razzia wegen Vernachlässigung von Tieren durchgeführt und sie wurde zu einer Freiheitsstrafe von 30 Tagen verurteilt. Später betätigte sie sich im Bereich der Prostitution. Dies geschah nach ihrer Freilassung aus finanzieller Not heraus.
1985 starb sie im Alter von 40 Jahren. Gerüchte blieben, sie hätte Selbstmord begangen. Dass sie dagegen an der Folge des Alkoholkonsums, einer Leberzirrhose, gestorben sei, erklärte ein enger Freund von Bodil Joensen in dem britischen Dokumentarfilm The Dark Side of Porn: The Search For Animal Farm vom April 2006 – der die Produktion des berüchtigten Underground-Films Animal Farm anhand von Ausschnitten aus ihren zahlreichen Tierpornos nachzeichnete.
Sie ist auf dem Friedhof der Kirche von Højby in Højby, Odsherred Kommune, in der Region Sjælland beerdigt.

## Rezeption
Scott Foundas beschreibt in seiner Rezension zum Dokumentarfilm Zoo die Filme von Bodil Joensen als Negativbeispiel in der Darstellung der Zoophilie, da diese vornehmlich als sexueller Anreiz konzipiert seien. Jeremy Geltzer bewertet die Filme Joensens als „outrageously exploitative and debasing“ (dt. „maßlos ausbeuterisch und erniedrigend“).
Das 2007 veröffentlichte Album Stumble at Every Hurdle der britischen Sludge-Metal-Band A Horse Called War enthält ein gut zehnminütiges Stück mit dem Titel Bodil Joensen.
Im selben Jahr war Bodil Joensen – en sommerdag juli 1970 Teil des „Tabu“-Programms des Filmfests I MILLE OCCHI in Triest.
Im Film High-Rise von Ben Wheatley wird in einer Szene wahrscheinlich auf den Film Animal Farm (1981) angespielt, der in den 1980er Jahren im Vereinigten Königreich Verbreitung fand.
Der Artikel von Laurent Carpentier (Bodil Joensen, à corps perdu avec ses cochons) aus der Zeitung Le Monde von 2015 stellt Joensen als Ikone der Zoophilie dar, die ein tatsächliches Liebesempfinden zu ihren Schweinen besessen habe.

## Filmografie
- 1969: Rodox loop (CCC) - Bull Orgy
- 1969: Rodox loop (CCC) - Dog Satisfaction
- 1969: Rodox Loop (CCC) - Horse Orgasm
- 1970: Shinkichi Tajiri, Ole Ege - Bodil Joensen - en sommerdag juli 1970 (A Summer Day; Dokumentation 20 Minuten)
- 1970: Unknown - O' my pussy
- 1970s: Color Climax Video Bodil Joensen - Animal Bizarre
- 1971: Eberhardt & Phyllis Kronhausen - Why Do They Do It? (Originaltitel: Hvorfor gør de det?; Außerhalb Dänemarks abgekürzt: Why?)
- 1971: Ole Ege - Pornografi - en musical
- 1971: Variety Films - Animal Lover
- 1971: After Hours Cinema, John Lamb - Sexual Liberty Now (Sexual Freedom in Denmark, mit Footage von Bodil Joensen)
- 1971: ASA Filmudlejning - Sex Galore
- 1971: Grǿndahl Film -Dokumentation: Animal Lover
- 1975: Color Climax - Color Climax Film 1313
- 1981: Animal Farm - Zusammenschnitt aus Bodil Joensens Filmen der 70er Jahre (Untergrund-Film aus UK)[5]
- 1981: Color Climax - Animal Farm
- 1987: Franco lo Cascio - Sex Trophy (posthum mit Film im Film)